# PlayStation 2のゲームタイトル一覧 (2006年)
PlayStation 2のゲームタイトル一覧 (2006年)（プレイステーションツーのゲームタイトルいちらん (2006ねん)）では、PlayStation 2対応として2006年に発売されたゲームソフト（全339タイトル）を発売順に列記する。

## 発売ソフトの形態・変遷
| 順位 | 作品名                                      |
| ---- | ------------------------------------------- |
| 1位  | ファイナルファンタジーXII（本体同梱版含む） |
| 2位  | ワールドサッカーウイニングイレブン10        |
| 3位  | 戦国無双2（限定版含む）                     |
| 4位  | みんなのテニス                              |
| 5位  | モンスターハンター2                         |

メディアクリエイトの『2007テレビゲーム産業白書』によると、それぞれダブルミリオンとミリオンを達成した『ファイナルファンタジーXII』（以下：『FFXII』）と『ワールドサッカーウイニングイレブン10』（以下：『ウイイレ10』）がPlayStation 2の市場を牽引したといい、『FFXII』のヒットはPS2の市場におけるRPGの割合の高さにも影響を与えているという。また、同作は完成度の高さから「日本ゲーム大賞 2006」の大賞にも選ばれた。さらに、同作は2006年10月31日に北米版が発売されており、こちらも初回出荷本数150万本を突破するほどの人気を博した。一方、『ウイイレ10』はスポーツゲームの人気を牽引しており、ソフトの売り上げに占める割合が2005年の11.28 ％から15.97 ％に上がっている 。また、コナミの『実況パワフルメジャーリーグ』（2006年5月11日発売）は、同社の代表作である実況パワフルプロ野球シリーズのフォーマットをもとにメジャーリーグを題材としたことで、メジャーリーガーたちのパワーやスピードをリアルに感じられたことに加え、その年のプレーオフで松坂大輔がボストン・レッドソックスに移籍したことでメジャーリーグに注目が集まったことで、この作品もシリーズ化した。このほかにも、『みんなのGOLF』のスタッフを中心に開発されたテニスゲーム『みんなのテニス』（2006年9月14日発売）も、2006年内で50万本を突破した。
RPGに次いで多いのはアクションゲームであり、この2ジャンルがPlayStation 2で発売されたソフトの売上の過半数を占めている。このうちカプコンの『モンスターハンター2』は2006年2月16日に発売されてから2日で50万本を突破するほどの売れ行きを見せた。
そのほかの作品においては、カプコンから発売されたアクションアドベンチャーゲーム『大神』（2006年4月20日発売）が第10回文化庁メディア芸術祭エンターテインメント部門大賞および2007年度日本ゲーム大賞優秀賞を受賞した。また、『大神』の開発元であるクローバースタジオは、『GOD HAND』（2006年9月14日発売）の開発にも携わった。その後、同社は解散するものの、『Hi-Fi RUSH』といった後世の作品に影響を与えた。
アトラスから発売されたRPG『ペルソナ3』（2006年7月13日発売）は、前作『ペルソナ2』までのおどろおどろしい雰囲気からポップでスタイリッシュなデザインに路線を変更したことに加え、日常を楽しむ場面を多く取り入れたことから、ペルソナシリーズファン層拡大に成功し、その後強化版の『ペルソナ3 フェス』をはじめとする関連作品群が展開されたほか、アニメ映画や舞台化もされた。乙女ゲームの野においては、2006年7月にアイデアファクトリーが「IF乙女いと♪」名義で発売した『緋色の欠片』は和風の世界観や淡く甘い恋などが女性たちに人気を集め、のちにシリーズ化や映像化も果たした。
2006年は最新機種としての最後の年となり、11月11日にはPlayStation 3が、12月2日にはWiiがそれぞれ発売されるなど、世代交代の時期と重なったことに加え、携帯ゲーム機用ソフトであるニンテンドーDSとPlayStation Portableの台頭により、PlayStation 2の市場はさらに縮小しており、発売タイトル数も減った。

## 発売されたタイトル
| 発売日   | タイトル | 発売元                                 | 備考 |
| -------- | --- | -------------------------------------- | --- |
| 1月12日  | ガンパレード・オーケストラ 白の章 〜青森ペンギン伝説〜                                                                | ソニー・コンピュータエンタテインメント | 『ガンパレード・マーチ』の続編三部作の第1章。 |
| 1月12日  | セガラリー2006 | セガ                                   | セガラリーシリーズ初の家庭用作品。 |
| 1月12日  | 幕末浪漫 月華の剣士1・2                                                                                               | SNKプレイモア                          | 『幕末浪漫 月華の剣士』およびその続編『幕末浪漫 月華の剣士 第二幕』を移植。 |
| 1月12日  | 必勝パチンコ★パチスロ攻略シリーズ Vol.2 ボンバーパワフル&夢夢ワールド DX                                              | ディースリー・パブリッシャー           | パチスロ機『ボンバーパワフル』と『夢夢ワールド DX』のシミュレーター。 |
| 1月19日  | ダービー馬をつくろう!5                                                                                                | セガ                                   | 『ダービー馬をつくろう!』シリーズ第5弾。 |
| 1月19日  | フラグメンツ・ブルー                                                                                                  | 角川書店                               | 青春物のライトミステリアドベンチャー。 |
| 1月19日  | ブレイジングソウルズ                                                                                                  | アイディアファクトリー                 | 『新紀幻想 スペクトラル ソウルズ』の続編。 |
| 1月19日  | RULE of ROSE | ソニー・コンピュータエンタテインメント | ラブデリックによるアドベンチャーゲーム。 |
| 1月26日  | I/O | GN Software                            | 監督・中澤工、シナリオ・田中ロミオによるSFアドベンチャーゲーム。 |
| 1月26日  | アルトネリコ 世界の終わりで詩い続ける少女                                                                             | バンプレスト                           | バンプレストとガストの共同開発作品。 |
| 1月26日  | うえきの法則 倒すぜロベルト十団!!                                                                                     | バンダイ                               | 漫画『うえきの法則』のゲーム化 |
| 1月26日  | 乙女的恋革命★ラブレボ!!                                                                                               | インターチャネル・ホロン               | ダイエットを題材としたアドベンチャーゲーム。 |
| 1月26日  | オレたちゲーセン族 クォース                                                                                           | ハムスター                             | アーケードゲーム『クォース』の移植版。 |
| 1月26日  | オレたちゲーセン族 熱血硬派くにおくん                                                                                 | ハムスター                             | アーケードゲーム『熱血硬派くにおくん』の移植版。 |
| 1月26日  | Canvas2〜虹色のスケッチ〜                                                                                             | 角川書店                               | PCゲームの移植版。 |
| 1月26日  | サムライスピリッツ 天下一剣客伝                                                                                       | SNKプレイモア                          | 同名アーケードゲームの移植版。 |
| 1月26日  | 新 鬼武者 DAWN OF DREAMS                                                                                              | カプコン                               | 携帯電話向けアプリ『新 鬼武者 Curtain of Darkness』との連携機能あり。 2006年10月19日に発売されたPlayStation 2 the Best版ではミニゲーム「新鬼武者 無頼伝」が追加された代わりに携帯電話との連動機能が削除されている。 |
| 1月26日  | スター・ウォーズ バトルフロントII                                                                                     | エレクトロニック・アーツ               | 映画『スター・ウォーズ』シリーズ6作品のゲーム化。 |
| 1月26日  | ダージュ オブ ケルベロス ファイナルファンタジーVII                                                                    | スクウェア・エニックス                 | 『ファイナルファンタジーVII』のスピンオフ |
| 1月26日  | ナムコミュージアム アーケード HITS!                                                                                   | ナムコ                                 | 『ドラゴンスピリット』ほか16作を収録。 |
| 1月26日  | バトルフィールド2 モダンコンバット                                                                                    | エレクトロニック・アーツ               | PCゲーム『バトルフィールド2』をもとにした作品だが、内容は異なる。 |
| 1月26日  | ファーレンハイト | アタリジャパン                         | 身体を操られて殺人を犯してしまった者と、それを追う捜査官を描いたアドベンチャーゲーム。 |
| 1月26日  | ふぁいなりすと | プリンセスソフト                       | 手違いで女子校に編入してしまった少年を描いた恋愛アドベンチャーゲームで、メインヒロイン5人の原画家としてまりお金田ら複数人が参加している。                                                                           |
| 1月26日  | ラスト・エスコート 〜深夜の黒蝶物語〜                                                                                 | ディースリー・パブリッシャー           | ホストクラブを題材とした女性向け恋愛アドベンチャーゲームで、携帯電話向けブラウザゲーム「ラスト・エスコート～恋するモバイル～」との連動機能あり。                                                                    |
| 2月2日   | エキサイティングプロレス7 SMACKDOWN! VS. RAW 2006                                                                     | ユークス                               | アメリカのプロレス団体WWEを題材としており、『スマックダウン』および『WWE・ロウ』チームに所属する選手が実名で登場する。                                                                                              |
| 2月2日   | SIMPLE2000シリーズアルティメット Vol.30 降臨!族車ゴッド 〜仏恥義理★愛羅武勇〜                                         | ディースリー・パブリッシャー           | 族車キングシリーズ第3弾。 |
| 2月2日   | ツーリスト・トロフィー                                                                                                | ソニー・コンピュータエンタテインメント | 『グランツーリスモ』の姉妹作であるバイクレースゲーム。 |
| 2月2日   | 信長の野望・革新 | コーエー                               | 信長の野望シリーズ第12弾。 |
| 2月9日   | SIREN2 | ソニー・コンピュータエンタテインメント | 屍人との戦いを描いたホラーゲームで、主な出演者に斎藤工がいる。 |
| 2月9日   | SIMPLE2000シリーズ Vol.95 THE ゾンビV.S.救急車                                                                        | ディースリー・パブリッシャー           | 救急車でゾンビだらけの街から生存者を救出するゲーム。 |
| 2月9日   | マイネリーベII 〜誇りと正義と愛〜                                                                                     | コナミ                                 | 『マイネリーベ』の続編。 |
| 2月9日   | Mr.インクレディブル 〜強敵アンダーマイナー登場〜                                                                      | セガ                                   | アニメ映画『Mr.インクレディブル』のゲーム化 |
| 2月9日   | 闇夜にささやく 〜探偵 相楽恭一郎〜                                                                                    | アイディアファクトリー                 | 『月は切り裂く ～探偵 相楽恭一郎～』の続編。 |
| 2月16日  | Dance Dance Revolution STRIKE                                                                                         | コナミ                                 | 収録曲は日本国外で稼働していた『Dance Dance Revolution EXTREME』の版権曲を中心としている。 |
| 2月16日  | BLEACH 〜放たれし野望〜                                                                                               | ソニー・コンピュータエンタテインメント | テレビアニメ『BLEACH』のゲーム化。 |
| 2月16日  | モンスターハンター2                                                                                                   | カプコン                               | モンスターハンターシリーズ第2弾。 PlayStation Portable用ソフト『モンスターハンター ポータブル』との連携機能あり。                                                                                                   |
| 2月23日  | 鋳薔薇 | タイトー                               | 同名アーケードゲームの移植版。 |
| 2月23日  | ウォーシップガンナー2 鋼鉄の咆哮                                                                                      | コーエー                               | 鋼鉄の咆哮シリーズ第4弾。 |
| 2月23日  | CLANNAD -クラナド- | インターチャネル・ホロン               | 同名PCゲームの移植版。 |
| 2月23日  | 幻想水滸伝V | コナミ                                 | 幻想水滸伝シリーズ第5弾。 |
| 2月23日  | サムライチャンプルー                                                                                                  | バンダイ                               | 同名テレビアニメのゲーム化。 |
| 2月23日  | ジュエルスオーシャン 〜スター・オブ・シェラレオーネ〜                                                                 | ピオーネソフト                         | PCゲーム『ジュエルスオーシャン』の移植版。 |
| 2月23日  | セガエイジス2500 Vol.22 アドバンスド大戦略 -ドイツ電撃作戦-                                                           | セガ                                   | メガドライブ用ソフト『アドバンスド大戦略』のリメイク。 当初は2005年12月22日に発売が予定されていたが、2006年2月23日に変更された。                                                                                    |
| 2月23日  | セガエイジス2500 Vol.25 ガンスターヒーローズ 〜トレジャーボックス〜                                                   | セガ                                   | 『ガンスターヒーローズ』、『ダイナマイトヘッディー』、『エイリアンソルジャー』のセット |
| 2月23日  | Separate Hearts | KID                                    | 軽度の記憶喪失となった少年と少女たちの交流を描いた恋愛アドベンチャーゲーム。 |
| 2月23日  | ソニックライダーズ | セガ                                   | ソニックシリーズの一作品であるレースゲーム。 |
| 2月23日  | Dessert Love -Sweet Plus-                                                                                             | マーベラスインタラクティブ             | PCゲームの移植版。 |
| 2月23日  | Devil May Cry 3 Special Edition                                                                                       | カプコン                               | 2005年発売の同名作品の内容強化版。 |
| 2月23日  | 必勝パチンコ★パチスロ攻略シリーズ Vol.3 CRマリリン・モンロー                                                          | ディースリー・パブリッシャー           | パチンコ機『CRマリリン・モンロー』のシミュレーター。 |
| 2月23日  | フルハウスキス2 | カプコン                               | 『フルハウスキス』の続編。 |
| 2月23日  | マイホームをつくろう!2 充実!簡単設計!!                                                                                | マーベラスインタラクティブ             | 2005年発売『マイホームをつくろう!2』の内容強化版。 |
| 2月23日  | 魔界戦記ディスガイア2                                                                                                 | 日本一ソフトウェア                     | 『魔界戦記ディスガイア』の続編。 |
| 2月23日  | メタルウルフREV | プリンセスソフト                       | ドリームキャスト用ソフト『メタルウルフ』の移植版。 |
| 2月23日  | 零式艦上戦闘記 弐 | タイトー                               | 『零式艦上戦闘記』の続編 |
| 2月24日  | 戦国無双2 | コーエー                               | 『戦国無双』の続編。当初は2002年9月に発売予定だったが、3月9日に変更されたのち、2月24日に前倒しされた。 限定版あり。                                                                                                 |
| 3月2日   | 007 ロシアより愛をこめて                                                                                              | エレクトロニック・アーツ               | 1963年公開の同名映画をゲーム化。 |
| 3月2日   | カプコン クラシックス コレクション                                                                                    | カプコン                               | 『ファイナルファイト』ほか22作を収録。 |
| 3月2日   | 機動戦士ガンダム クライマックスU.C.                                                                                   | バンダイ                               | アニメ作品『機動戦士ガンダム』から『機動戦士ガンダムF91』までを題材としたシューティングゲーム。 |
| 3月2日   | 任侠伝 渡世人一代記                                                                                                   | 元気                                   | |
| 3月2日   | デビルサマナー 葛葉ライドウ 対 超力兵団                                                                               | アトラス                               | デビルサマナー3作目。 |
| 3月2日   | 天下人 | セガ                                   | |
| 3月2日   | 必殺パチスロエヴォリューション2 おそ松くん                                                                            | サンソフト                             | スロット機『おそ松くん』のシミュレーター。 |
| 3月2日   | ナルニア国物語/第1章:ライオンと魔女                                                                                   | ディースリー・パブリッシャー           | 同名映画のゲーム化。 |
| 3月2日   | ポップンミュージック12 いろは                                                                                         | コナミ                                 | ポップンミュージックシリーズ第12弾。 |
| 3月2日   | 双恋COLLECTION | メディアワークス                       | 『双恋 フタコイ』と『双恋島 恋と水着のサバイバル』を収録した廉価版。 |
| 3月4日   | ネオ アンジェリーク                                                                                                   | コーエー                               | 『アンジェリーク』の精神的続編。 |
| 3月9日   | SIMPLE2000シリーズ Vol.93 児玉光雄先生監修 THE 右脳ドリル                                                             | ディースリー・パブリッシャー           | 右脳IQドリル。 |
| 3月9日   | 卒業 2nd Generation                                                                                                   | サイバーフロント                       | 『卒業』の次世代編。 |
| 3月16日  | ウイニングポスト7 MAXIMUM2006                                                                                         | コーエー                               | ウイニングポストシリーズ第7弾のデータ更新版で、『ジーワンジョッキー』とのデータ連携あり。 |
| 3月16日  | ウォレスとグルミット 野菜畑で大ピンチ                                                                                 | コナミ                                 | 同名アニメ映画のゲーム化。 |
| 3月16日  | GuitarFreaksV & DrumManiaV                                                                                            | コナミ                                 | 『GuitarFreaksV』と『DrumManiaV』の移植版で、同時期に発売されたBEMANI作品との連携要素あり。 |
| 3月16日  | 実戦パチスロ必勝法! ウルトラマン倶楽部ST                                                                              | セガ                                   | ストック機『ウルトラマン倶楽部ST』のシミュレーター。 |
| 3月16日  | スキージャンプ・ペア リローデッド                                                                                     | カムイ                                 | アニメ作品『スキージャンプ・ペア』のゲーム化。 |
| 3月16日  | ファイナルファンタジーXII                                                                                             | スクウェア・エニックス                 | 本体同梱版も同時発売。 |
| 3月23日  | ウィザードリィ エクス2 〜無限の学徒〜                                                                                 | マイケルソフト                         | ウィザードリィ エクスシリーズ第2弾。 |
| 3月23日  | エースコンバット・ゼロ ザ・ベルカン・ウォー                                                                           | ナムコ                                 | 『エースコンバット5 ジ・アンサング・ウォー』で語られた「ベルカ戦争」を主題とした作品。 |
| 3月23日  | オレたちゲーセン族 ラビオレプス                                                                                       | ハムスター                             | アーケードゲーム『ラビオレプス』の移植版。 |
| 3月23日  | オレたちゲーセン族 熱血高校ドッジボール部                                                                             | ハムスター                             | アーケードゲーム『熱血高校ドッジボール部』の移植版。 |
| 3月23日  | KOF MAXIMUM IMPACT MANIAX                                                                                             | SNKプレイモア                          | 同名Xbox用ソフトの移植版。 |
| 3月23日  | 灼眼のシャナ | メディアワークス                       | 同名ライトベルのゲーム化。 |
| 3月23日  | 雀・三國無双 | コーエー                               | 『真・三國無双』シリーズを題材とした麻雀ゲーム。 |
| 3月23日  | 真・三國無双4 Empires                                                                                                 | コーエー                               | 『Empires』シリーズ第2弾。 |
| 3月23日  | SIMPLE2000シリーズ Vol.97 THE 恋のエンジン                                                                            | ディースリー・パブリッシャー           | 2004年発売の『ダーリンスペシャル バックラッシュ』の廉価版。 |
| 3月23日  | SIMPLE2000シリーズ Vol.98 THE 浪漫茶房                                                                                | ディースリー・パブリッシャー           | 2004年発売の『召しませ浪漫茶房』の廉価版。 |
| 3月23日  | 遙かなる時空の中で3 運命の迷宮                                                                                        | コーエー                               | 『遙かなる時空の中で3』の続編。 |
| 3月23日  | 魔法先生ネギま! 課外授業 乙女のドキドキ・ビーチサイド                                                                 | コナミ                                 | 漫画『魔法先生ネギま!』のゲーム化。 |
| 3月23日  | Memories Off 〜それから again〜                                                                                       | KID                                    | 『Memories Off 〜それから〜』の続編。 |
| 3月23日  | 楽勝! パチスロ宣言4 真モグモグ風林火山・リオデカーニバル                                                              | テクモ                                 | パチスロ機『真モグモグ風林火山』と『リオデカーニバル』のシミュレーターで、回胴式遊技機メーカー・ネットとのコラボレーションでもある。                                                                                |
| 3月29日  | プロサッカークラブをつくろう! ヨーロッパチャンピオンシップ                                                            | セガ                                   | プロサッカークラブをつくろう!シリーズの一つで、ヨーロッパの6大リーグを題材としている。 |
| 3月30日  | IGPX | バンダイ                               | 同名テレビアニメのゲーム化。 |
| 3月30日  | Another Century's Episode2                                                                                            | バンプレスト                           | ロボットアニメのクロスオーバー・Another Century's Episodeシリーズ第2弾。 |
| 3月30日  | イースV -Lost Kefin, Kingdom of Sand-                                                                                 | タイトー                               | スーパーファミコン用ソフト『イースV』のリメイク。 |
| 3月30日  | かしまし 〜ガール・ミーツ・ガール〜 「初めての夏物語。」                                                              | マーベラスインタラクティブ             | テレビアニメ『かしまし 〜ガール・ミーツ・ガール〜』のゲーム化。 |
| 3月30日  | ガンパレード・オーケストラ 緑の章 〜狼と彼の少年〜                                                                    | ソニー・コンピュータエンタテインメント | 『ガンパレード・オーケストラ』三部作の第二部。 |
| 3月30日  | 実戦パチスロ必勝法!俺の空                                                                                             | セガ                                   | パチスロ機『俺の空』のシミュレーター。 |
| 3月30日  | 新世紀エヴァンゲリオン 鋼鉄のガールフレンド<特別編>                                                                   | サイバーフロント                       | 同名作品のリニューアル版。 |
| 3月30日  | 絶体絶命都市2 -凍てついた記憶たち-                                                                                    | アイレムソフトウェアエンジニアリング   | 絶体絶命都市シリーズ第2弾 |
| 3月30日  | 忍道 匠 | スパイク                               | 『忍道 戒』のエディットモード「ミッションエディター匠」で作られた任務を集めたスペシャルディスクであり、ユーザ公募に加え、開発者やゲーム雑誌編集者による任務も収録されている                                         |
| 3月30日  | パチスロ 信長の野望・天下創世                                                                                         | コーエー                               | パチスロ機『信長の野望・天下創世R』のシミュレーター 当初は2006年3月23日発売予定だったが、3月30日に変更された。 |
| 3月30日  | BLACK CAT 〜機械仕掛けの天使〜                                                                                        | カプコン                               | 漫画『BLACK CAT』のゲーム化作品。 |
| 3月30日  | 魔砲使い黒姫 | タカラトミー                           | 同名漫画のゲーム化。 |
| 4月6日   | SIMPLE2000シリーズ Vol.96 THE 海賊 〜ガイコツいっぱいれーつ!〜                                                        | ディースリー・パブリッシャー           | 海賊と幽霊船との戦いを描いたアクションゲーム。 |
| 4月6日   | SIMPLE2000シリーズ Ultimate Vol.31 K-1 WORLD MAX 2005 〜世界王者への道〜                                              | ディースリー・パブリッシャー           | 2005年に発売された『 K-1 WORLD MAX』の廉価版。 |
| 4月6日   | SIMPLE2000シリーズ Ultimate Vol.32 あずみ                                                                             | ディースリー・パブリッシャー           | 2005年に発売された『あずみ』の廉価版。 |
| 4月6日   | はるのあしおと -Step of Spring-                                                                                       | アルケミスト                           | PCゲーム『はるのあしおと』の移植版で、当初は2006年3月30日に発売が予定されていた。 |
| 4月6日   | BLACK | エレクトロニック・アーツ               | 特殊部隊とテロ組織の戦いを描いたアクションシューティングゲーム。 |
| 4月6日   | プロ野球スピリッツ3                                                                                                   | コナミデジタルエンタテインメント       | プロ野球スピリッツシリーズの1作品で、2006年時点のデータが収録されている。 |
| 4月6日   | プロ野球 熱スタ2006                                                                                                   | ナムコ                                 | ファミリーコンピュータ用ソフト『プロ野球ファミリースタジアム』20周年記念作であり、同作をもとにしたモードも収録されている。                                                                                          |
| 4月6日   | 蜜×蜜ドロップス LOVE×LOVE HONEY LIFE                                                                                  | アイディアファクトリー                 | 「IF 乙女いと♪」の第3弾で、漫画『蜜×蜜ドロップス』のゲーム化。 |
| 4月13日  | GUILTY GEAR XX SLASH                                                                                                  | セガ                                   | アーケードゲーム『GUILTY GEAR XX』の移植版に要素を追加。 |
| 4月13日  | 高円寺女子サッカー | スターフィッシュ                       | 顧問として女子サッカー部を率いる恋愛アドベンチャーゲーム。 |
| 4月13日  | 麻雀覇王 段級バトルII                                                                                                 | 毎日コミュニケーションズ               | ４人打ち麻雀ソフトで、プロ雀士12名が実名で登場する。 |
| 4月20日  | 黄金騎士牙狼〈GARO〉                                                                                                  | バンダイナムコゲームス                 | 特撮番組『GARO-牙狼-』のゲーム化。 |
| 4月20日  | 大神 | カプコン                               | 白狼の姿をした大神アマテラスを主役としたアクションアドベンチャー。 |
| 4月20日  | ザ・キング・オブ・ファイターズ オロチ編                                                                               | SNKプレイモア                          | 対戦型格闘ゲーム『ザ・キング・オブ・ファイターズ』のうち、「オロチ編」にかかわる3作品を収録。 |
| 4月20日  | シューティング ラブ。〜TRIZEAL〜                                                                                      | データム・ポリスター                   | 3形態に変形する自機を特徴とする縦スクロールシューティングゲーム。 |
| 4月20日  | スペクトラル VS ジェネレーション                                                                                      | アイディアファクトリー                 | 同名アーケードゲームの移植版で、スペクトラルフォースシリーズとジェネレーションオブカオスシリーズのクロスオーバー作品。 当初の発売予定日は2006年3月23日だが、2006年3月20日に発売日が4月20日に変更された。            |
| 4月20日  | ドラゴンクエスト 少年ヤンガスと不思議のダンジョン                                                                     | スクウェア・エニックス                 | 『ドラゴンクエストVIII 空と海と大地と呪われし姫君』の登場人物・ヤンガスを主題としたローグライクRPG |
| 4月20日  | ファイナルファンタジーXI アトルガンの秘宝                                                                             | スクウェア・エニックス                 | オンラインゲーム『ファイナルファンタジーXI』の拡張データディスク。 同日に『ファイナルファンタジーXI オールインワンパック2006』発売。オンラインサービス終了済み。                                                    |
| 4月27日  | IZUMO2 猛き剣の閃記                                                                                                   | グッドナビゲイト                       | 同名PCゲームの移植版。 |
| 4月27日  | étude prologue 〜揺れ動く心のかたち〜                                                                                 | TAKUYO                                 | 同名PCゲームのリメイク。 |
| 4月27日  | ガーフィールド アーリーンを救え!                                                                                      | タイタスジャパン                       | 漫画『ガーフィールド』のゲーム化。 |
| 4月27日  | きみスタ 〜きみとスタディ〜                                                                                           | プリマヴェーラ                         | 名門学園を舞台としたボーイズラブゲーム。 |
| 4月27日  | KOF MAXIMUM IMPACT 2                                                                                                  | SNKプレイモア                          | ザ・キング・オブ・ファイターズシリーズの外伝第2弾。 |
| 4月27日  | ザ・コンビニ4〜あの町を独占せよ〜                                                                                     | ハムスター                             | ザ・コンビニシリーズ第4弾。 |
| 4月27日  | SIMPLE2000シリーズ Vol.99 THE 原始人                                                                                  | ディースリー・パブリッシャー           | 仲間たちを率いて原始時代を生き延びるリアルタイムシミュレーションゲーム。 |
| 4月27日  | セガエイジス2500 Vol.26 ダイナマイト刑事                                                                              | セガ                                   | アーケードゲーム『ダイナマイト刑事』の移植版。 |
| 4月27日  | セガエイジス2500 Vol.27 パンツァードラグーン                                                                          | セガ                                   | セガサターン用ソフト『 パンツァードラグーン』からの移植で、様々な改善を施したアレンジ版とセガサターン版をほぼそのまま移植したオリジナル版がそれぞれ収録されている。                                                 |
| 4月27日  | 2006 FIFA ワールドカップ ドイツ大会                                                                                   | エレクトロニック・アーツ               | 2006 FIFAワールドカップのゲーム化作品で、FIFA公認作品でもある。 |
| 4月27日  | ワールドサッカーウイニングイレブン10                                                                                  | コナミデジタルエンタテインメント       | |
| 4月27日  | 山佐DigiワールドSP 燃えよ!功夫淑女                                                                                    | ヤマサエンタテインメント               | パチスロ機『燃えよ!功夫淑女』のシミュレーター。 |
| 4月27日  | ローゼンメイデン ドゥエルヴァルツァ                                                                                   | タイトー                               | メディアミックス『ローゼンメイデン』のゲーム化。 |
| 5月11日  | エウレカセブン NEW VISION                                                                                             | バンダイナムコゲームス                 | テレビアニメ『エウレカセブン』のゲーム化。 |
| 5月11日  | 実況パワフルメジャーリーグ                                                                                            | コナミデジタルエンタテインメント       | パワプロシリーズの番外編で、メジャーリーグを題材としている |
| 5月11日  | 龍虎の拳 天・地・人                                                                                                   | SNKプレイモア                          | ネオジオ用ソフト『龍虎の拳』、『龍虎の拳2』、『ART OF FIGHTING 龍虎の拳 外伝』を収録。 「NEOGEOオンラインコレクション」の第4弾であり、マルチマッチングBB対応。                                                      |
| 5月18日  | .hack//G.U. Vol.1 再誕                                                                                                | バンダイナムコゲームス                 | .hackシリーズ第2期第1弾。 |
| 5月18日  | beatmaniaIIDX 11 IIDX RED                                                                                             | コナミデジタルエンタテインメント       | |
| 5月18日  | Juiced〜チューンドカー伝説〜                                                                                          | セガ                                   | 自由なチューンナップ機能を持つカーレースゲーム。 |
| 5月18日  | ぷらすぷらむ2 | TAKUYO                                 | 対戦型落ちものパズル。 |
| 5月25日  | TT SUPERBIKES | タイトー                               | マン島TTレースのゲーム化。 |
| 5月25日  | 宇宙刑事魂 | バンダイナムコゲームス                 | 特撮番組・宇宙刑事シリーズのゲーム化。 |
| 5月25日  | 桜華 〜心輝かせる桜〜                                                                                                 | ピオーネソフト                         | PCゲーム『桜華 -おうか』の移植版。 |
| 5月25日  | オレたちゲーセン族 悪魔城ドラキュラ                                                                                   | ハムスター                             | アーケードゲーム『悪魔城ドラキュラ』の移植版。 |
| 5月25日  | オレたちゲーセン族 魂斗羅                                                                                             | ハムスター                             | アーケードゲーム『魂斗羅』の移植版。 |
| 5月25日  | オレたちゲーセン族 プーヤン                                                                                           | ハムスター                             | |
| 5月25日  | キミキス | エンターブレイン                       | |
| 5月25日  | SAMURAI 7 | アイディアファクトリー                 | 同名テレビアニメのゲーム化。 |
| 5月25日  | 新・豪血寺一族 -煩悩解放-                                                                                             | エキサイト                             | 当初は2006年2月23日に発売が予定されていた。 |
| 5月25日  | ストリートファイターZERO ファイターズ ジェネレーション                                                                | カプコン                               | アーケード版『ストリートファイターZERO』シリーズ4作品を収録。 |
| 5月25日  | そしてこの宇宙にきらめく君の詩                                                                                        | データム・ポリスター                   | 王女とその幼馴染たちの冒険を描いたメッセージ形式のアドベンチャーゲーム 当初は2006年3月23日に発売が予定されていた |
| 5月25日  | つよきす 〜Mighty Heart〜                                                                                             | プリンセスソフト                       | PCゲーム『つよきす』の移植版。 |
| 5月25日  | 必勝パチンコ★パチスロ攻略シリーズ Vol.4 CR明日があるさ よしもとワールド                                               | ディースリー・パブリッシャー           | パチンコ機『 CR明日があるさ よしもとワールド』のシミュレーター。 |
| 5月25日  | ミステリート 八十神かおるの事件ファイル                                                                               | イエティ                               | 『探偵紳士DASH』の続編 |
| 5月25日  | ラジルギ プレシャス                                                                                                   | マイルストーン                         | アーケードゲーム『ラジルギ』の移植版。 |
| 6月1日   | サンライズ英雄譚3 | サンライズインタラクティブ             | アニメ制作会社・サンライズ作品のクロスオーバー第3弾。 |
| 6月1日   | ワールド フットボール クライマックス                                                                                  | セガ                                   | 日本をはじめとする世界各国のサッカーワールドカップの代表が実名で登場するサッカーゲーム。 |
| 6月8日   | 転生八犬士封魔録 | サクセス                               | 南総里見八犬伝をモチーフとした学園伝奇アドベンチャーゲーム。 |
| 6月8日   | 必勝・パチンコ★パチスロ攻略シリーズ Vol.5 CR新世紀エヴァンゲリオン・セカンドインパクト&パチスロ新世紀エヴァンゲリオン | ディースリー・パブリッシャー           | パチンコ機『CR新世紀エヴァンゲリオン・セカンドインパクト』およびパチスロ機『パチスロ新世紀エヴァンゲリオン』のシミュレーター。                                                                                      |
| 6月15日  | 薔薇ノ木ニ薔薇ノ花咲ク -Das Versprechen-                                                                              | インターチャネル・ホロン               | 女性向けPCゲーム『薔薇ノ木ニ薔薇ノ花咲ク』の移植版。 |
| 6月15日  | プリンス・オブ・ペルシャ 二つの魂                                                                                     | ユービーアイソフト                     | 『プリンス・オブ・ペルシャ』（第2世代シリーズ）三部作の最終章 |
| 6月22日  | ヴァルキリープロファイル2 シルメリア                                                                                  | スクウェア・エニックス                 | 『ヴァルキリープロファイル』の続編で、前作より過去の時代を描いている。 |
| 6月22日  | 学園アリス 〜きらきら☆メモリーキッス〜                                                                                | キッズステーション                     | 漫画『学園アリス』のゲーム化。 |
| 6月22日  | 格闘美神 武龍 | バンダイナムコゲームス                 | 同名漫画のゲーム化。 |
| 6月22日  | GALAXY ANGEL II 絶対領域の扉                                                                                          | ブロッコリー                           | 『ギャラクシーエンジェル』の続編。当初は2006年4月27日に発売する予定だったが、マスタリングの段階で調整が必要な個所が見つかったとして、2006年6月22日に変更された。                                                    |
| 6月22日  | ザ・キング・オブ・ファイターズXI                                                                                      | SNKプレイモア                          | 同名アーケードゲームの移植版 |
| 6月29日  | イリスのアトリエ グランファンタズム                                                                                   | ガスト                                 | 当初は2006年6月21日に発売予定だった。 |
| 6月29日  | ウィンバック 2 Project Poseidon                                                                                       | コーエー                               | 『ウィンバック』の続編。 |
| 6月29日  | Call of Duty 2 Big Red One                                                                                            | コナミデジタルエンタテインメント       | 『コール オブ デューティ ファイネストアワー』の続編 |
| 6月29日  | CTSFテロ特殊部隊:ネメシスの襲来                                                                                       | タイタスジャパン                       | |
| 6月29日  | SIMPLE 2000 シリーズ Vol.100 THE 男たちの機銃砲座                                                                     | ディースリー・パブリッシャー           | |
| 6月29日  | SIMPLE 2000 シリーズ Vol.101 THE お姉チャンポン 〜THE お姉チャンバラ2特別編〜                                         | ディースリー・パブリッシャー           | 『THEお姉チャンバラ2』のバージョンアップ版で、『SIMPLE2000シリーズ Vol.87 THE 戦娘』のヒロイン花と菊も登場。 |
| 6月29日  | Soul Link EXTENSION                                                                                                   | インターチャネル・ホロン               | PCゲームの移植版。 |
| 6月29日  | 魂響〜御霊送りの詩〜                                                                                                  | イエティ                               | PCゲームの移植版。 |
| 6月29日  | 超ドラゴンボールZ | バンダイナムコゲームス                 | 同名アーケードゲームの移植版。 |
| 6月29日  | セガエイジス2500 Vol.24 ラストブロンクス -東京番外地-                                                                 | セガ                                   | アーケードゲーム『ラストブロンクス -東京番外地-』の移植版。 |
| 6月29日  | パルフェ -Chocolat Second Style-                                                                                      | アルケミスト                           | 成人向けPCゲーム『パルフェ ～ショコラ second brew～』の移植版。 当初は2006年5月に発売予定だった。 |
| 6月29日  | FIFA ストリート2 | エレクトロニック・アーツ               | ストリートサッカーを題材とした『FIFA ストリート』第2弾で、選手が実名で登場している。 |
| 6月29日  | フル スペクトラム ウォリアー                                                                                          | セガ                                   | |
| 6月29日  | FESTA!! -HYPER GIRLS PARTY-                                                                                           | KID                                    | PCゲームの移植版。 |
| 6月29日  | メタルスラッグ | SNKプレイモア                          | メタルスラッグシリーズ10周年記念作品。 |
| 7月6日   | カーズ | THQジャパン                            | 同名映画のゲーム化。 |
| 7月6日   | ゼノサーガ エピソードIII ［ツァラトゥストラはかく語りき］                                                             | バンダイナムコゲームス                 | 前作『ゼノサーガ エピソードII ［善悪の彼岸］』のクリアデータ読み込みによる特典あり。 |
| 7月6日   | 大都技研プレミアムパチスロコレクション 吉宗                                                                           | 大都技研                               | 『大都技研公式パチスロシミュレーター 吉宗』のリニューアル版。 |
| 7月6日   | 花帰葬 | プロトタイプ                           | 同名PCゲームの移植版。 |
| 7月6日   | 緋色の欠片 | アイディアファクトリー                 | |
| 7月6日   | ブレイブストーリー ワタルの冒険                                                                                       | ソニー・コンピュータエンタテインメント | 小説『ブレイブ・ストーリー』関連作品。 |
| 7月13日  | サルゲッチュ ミリオンモンキーズ                                                                                       | ソニー・コンピュータエンタテインメント | サルゲッチュシリーズ第10作 |
| 7月13日  | 実況パワフルプロ野球13                                                                                                | コナミデジタルエンタテインメント       | |
| 7月13日  | 街ingメーカー2〜続・ぼくの街づくり〜                                                                                  | ディースリー・パブリッシャー           | 『SIMPLE2000シリーズ Vol.39 THE ぼくの街づくり ～街ingメーカー++～』の続編。 |
| 7月13日  | ペルソナ3 | アトラス                               | ペルソナシリーズのナンバリング作品第3弾。 |
| 7月13日  | ラブ★コン〜パンチDEコント〜                                                                                           | AQインタラクティブ                     | 漫画『ラブ★コン』のゲーム化。 |
| 7月20日  | ガンパレード・オーケストラ 青の章〜光の海から手紙を送ります〜                                                         | ソニー・コンピュータエンタテインメント | 「ガンパレード・オーケストラ 」三部作の最終章。 |
| 7月20日  | スクールランブル二学期 恐怖の（?）夏合宿!洋館に幽霊現る!?お宝を巡って真っ向勝負!!!の巻                                | マーベラスインタラクティブ             | テレビアニメ『スクールランブル二学期』のゲーム化。 |
| 7月20日  | NEOGEO オンラインコレクション 餓狼伝説バトルアーカイブズ1                                                             | SNKプレイモア                          | 『餓狼伝説』シリーズ4作品を収録。 「NEOGEOオンラインコレクション」シリーズの第5弾であり、マルチマッチングBBに対応している。                                                                                         |
| 7月20日  | バトルスタジアムD.O.N                                                                                                 | バンダイナムコゲームス                 | 漫画『ドラゴンボール』『ONE PIECE』『NARUTO』3作品によるクロスオーバー作品。 |
| 7月20日  | レッスルキングダム | ユークス                               | 同名Xbox 360用ソフトの移植版。 |
| 7月27日  | あそびにいくヨ! 〜ちきゅうぴんちのこんやくせんげん〜                                                                  | アイディアファクトリー                 | 小説『あそびにいくヨ!』のゲーム化。 |
| 7月27日  | We Are* | KID                                    | 西暦2026年の世界を舞台としたSF恋愛アドベンチャー。 |
| 7月27日  | かまいたちの夜×3 三日月島事件の真相                                                                                   | セガ                                   | 『かまいたちの夜』3部作最終章 |
| 7月27日  | 今日から㋮王!はじ㋮りの旅                                                                                             | バンダイナムコゲームス                 | テレビアニメ『今日からマ王!』のゲーム化。 |
| 7月27日  | キン肉マン マッスルグランプリ                                                                                         | バンダイナムコゲームス                 | 漫画『キン肉マン』のゲーム化 |
| 7月27日  | SIMPLE 2000 シリーズ Vol.103 THE 地球防衛軍タクティクス                                                               | ディースリー・パブリッシャー           | 『THE 地球防衛軍2』を題材としたウォーシミュレーション。 |
| 7月27日  | ゼロパイロット・零 | Project ZERO PILOT                     | 「ZERO PILOT」の続編。 |
| 7月27日  | 戦国BASARA2 | カプコン                               | 戦国BASARAシリーズ第2作。 |
| 7月27日  | トゥルー・クライム 〜ニューヨークシティ〜                                                                             | スパイク                               | ニューヨーク市警の私服警官を題材としたクライムアクション。 |
| 7月27日  | 鳥篭の向こうがわ | TAKUYO                                 | パズル要素のある恋愛アドベンチャーゲーム。 |
| 7月27日  | ブラザー イン アームズ 名誉の代償                                                                                     | ユービーアイソフト                     | 『ブラザー イン アームズ ロード トゥ ヒル サーティー』の続編。 |
| 7月27日  | BLOOD+〜双翼のバトル輪舞曲〜                                                                                          | ソニー・コンピュータエンタテインメント | テレビアニメ『BLOOD+』のゲーム化で、原作シナリオ「ベトナム篇」と「ロシア篇」の間に起きた出来事を描いている。 |
| 7月27日  | 六ツ星きらり〜ほしふるみやこ〜                                                                                        | 千世                                   | PCゲーム『六ツ星きらり』の移植版。 |
| 7月27日  | ラスト・エスコート〜黒蝶スペシャルナイト〜                                                                            | ディースリー・パブリッシャー           | 『ラスト・エスコート』の追加ディスク。 |
| 8月3日   | ウィザードリィ外伝 戦闘の監獄                                                                                         | タイトー                               | 同名PCゲームの移植版。 |
| 8月3日   | グローランサーV ジェネレーションズ                                                                                    | アトラス                               | グローランサーシリーズ第5弾。 |
| 8月3日   | SIMPLE 2000 シリーズ Vol.102 THE 歩兵〜戦場の犬たち〜                                                                 | ディースリー・パブリッシャー           | 歩兵を題材としたミリタリーアクション。 |
| 8月3日   | ときめきメモリアル Girl's Side 2nd Kiss                                                                               | コナミデジタルエンタテインメント       | ときめきメモリアル Girl's Sideシリーズ第2弾 |
| 8月3日   | 実戦パチスロ必勝法!北斗の拳SE                                                                                         | セガ                                   | パチスロ機『北斗の拳SE』のシミュレーター。 |
| 8月3日   | 必勝パチンコ★パチスロ攻略シリーズvol6 7cafe 〜型式名ボンバーパワフル2〜                                               | ディースリー・パブリッシャー           | 遊技機『7cafe』と『ボンバーパワフル』を収録。 |
| 8月3日   | ファントム・ブレイブ 2周目はじめました。                                                                              | 日本一ソフトウェア                     | 『ファントム・ブレイブ』の内容を強化した廉価版。 |
| 8月10日  | THE ロボットつくろうぜっ! 激闘!ロボットファイト                                                                       | ディースリー・パブリッシャー           | |
| 8月10日  | SIMPLE2000シリーズ Vol.105 THE メイド服と機関銃                                                                       | ディースリー・パブリッシャー           | |
| 8月10日  | MELTY BLOOD Act cadenza                                                                                               | エコールソフトウェア                   | 同名アーケードゲームの移植版。 |
| 8月17日  | 大都技研公式パチスロシミュレーター 秘宝伝                                                                             | 大都技研                               | パチスロ機『秘宝伝』のシミュレーター。 |
| 8月24日  | アルティメット スパイダーマン                                                                                         | タイトー                               | アメリカンコミックス「スパイダーマン」のゲーム化。 |
| 8月24日  | _summer## | グッドナビゲイト                       | PCゲームからの移植。 |
| 8月24日  | 最強将棋 激指スペシャル〜世界最強プログラム搭載〜                                                                     | 毎日コミュニケーションズ               | 第15回世界コンピュータ将棋選手権で優勝した思考エンジンを採用。 |
| 8月24日  | ストロベリー・パニック!                                                                                               | メディアワークス                       | 雑誌「電撃 G's Magazine」の同名読者参加企画のコンピュータゲーム化。 |
| 8月24日  | planetarian 〜ちいさなほしのゆめ〜                                                                                    | プロトタイプ                           | 同名PCゲームの移植版 |
| 8月24日  | レッスルエンジェルス サバイバー                                                                                       | サクセス                               | 女子プロレスを題材とした育成・経営シミュレーションゲーム。 |
| 8月31日  | あやかしびと -幻妖異聞録-                                                                                             | ディンプル                             | 同名PCゲームの移植版。 |
| 8月31日  | EVE new generation | 角川書店                               | EVEシリーズの一作品。 |
| 8月31日  | 神業-KAMIWAZA- | アクワイア                             | 義賊を題材としたステルスアクション。 |
| 8月31日  | GuitarFreaks&DrumMania MASTERPIECE SILVER                                                                             | コナミデジタルエンタテインメント       | 「GuitarFreaks & DrumMania」シリーズのうち、家庭用作品未収録楽曲を中心に収録。 |
| 8月31日  | スパルタン〜古代ギリシャ英雄伝〜                                                                                      | セガ                                   | トータルウォーシリーズで知られるクリエイティブ・アッセンブリーが開発しており、本作の開発後にセガに加わった。 |
| 8月31日  | ファンタシースターユニバース                                                                                          | セガ                                   | ドリームキャスト用ソフト『ファンタシースターオンライン』の後継作品。 当初は2006年2月16日に発売される予定だったが、3月30日に変更され、その後8月31日に変更された。                                                    |
| 8月31日  | BLOOD+ One Night Kiss                                                                                                 | バンダイナムコゲームス                 | テレビアニメ『BLOOD+』関連作品 |
| 9月7日   | 山佐DigiワールドSP ジャイアントパルサー                                                                               | ヤマサエンタテインメント               | パチスロ機「ジャイアントパルサー」のシミュレーター。 |
| 9月14日  | クラスターエッジ 〜君を待つ未来への証〜                                                                               | マーベラスインタラクティブ             | 当初は2006年7月27日に発売が予定されていたが、のちに9月14日に変更された。 |
| 9月14日  | GOD HAND | クローバースタジオ                     | lカプコンの子会社・クローバーフィールドによるアクションゲームであり、クローバーフィールドにとって最後の作品でもある。                                                                                               |
| 9月14日  | SIMPLE 2000 シリーズ Vol.106 THE ブロックくずしクエスト 〜DragonKingdom〜                                             | ディースリー・パブリッシャー           | PlayStation用ソフト『THEブロックくずし』の内容を発展させた作品。 |
| 9月14日  | SIMPLE2000シリーズ Vol.107 THE 炎の格闘番長                                                                           | ディースリー・パブリッシャー           | 番長を題材としたアクションゲーム。 |
| 9月14日  | SIMPLE2000シリーズ Vol.108 THE 日本特殊部隊〜凶悪犯罪列島24時〜                                                       | ディースリー・パブリッシャー           | |
| 9月14日  | みんなのテニス | ソニー・コンピュータエンタテインメント | 『みんなのGOLF』のスタッフを中心に開発されたテニスゲーム。 |
| 9月14日  | メタルスラッグ6 | SNKプレイモア                          | |
| 9月14日  | るろうに剣心 -明治剣客浪漫譚- 炎上! 京都輪廻                                                                          | バンプレスト                           | テレビアニメ『るろうに剣心 -明治剣客浪漫譚-』のゲーム化。 |
| 9月14日  | ジーワン ジョッキー4 2006                                                                                             | コーエー                               | 『ジーワン ジョッキー 4』のパワーアップ版。 |
| 9月21日  | EA SPORTS ラグビー 06                                                                                                 | エレクトロニック・アーツ               | シックスネイションズをはじめとする国際ラグビー大会を題材としたゲーム。 |
| 9月21日  | NHL 06 | エレクトロニック・アーツ               | NHL後任のアイスホッケーゲームで、おまけとしてメガドライブ用ソフト『NHL 94'』も収録。 |
| 9月21日  | カオスウォーズ | アイディアファクトリー                 | アイデアファクトリー、アトラスほか合計4社の作品によるクロスオーバー。 |
| 9月21日  | 神様家族 応援願望 | ドラス                                 | テレビアニメ『神様家族』のゲーム化。 |
| 9月21日  | ゲーセンUSA ミッドウェイアーケードトレジャーズ                                                                        | サクセス                               | 1980年代から90年代にかけてミッドウェイが発売したアーケードゲーム作品群を収録。 |
| 9月21日  | コマンドス ストライク・フォース                                                                                       | スパイク                               | 当初は2006年8月24日に発売が予定されていた。 |
| 9月21日  | 遙かなる時空の中で 舞一夜                                                                                             | コーエー                               | 同名アニメ映画のゲーム化。 |
| 9月21日  | 龍刻 RYU-KOKU | KID                                    | 和をコンセプトとした伝奇恋愛アドベンチャー。 |
| 9月28日  | ARIA The NATURAL 〜遠い記憶のミラージュ〜                                                                             | アルケミスト                           | 漫画『ARIA』のゲーム化。 |
| 9月28日  | 乙女の事情 | Nine's fox                             | 主人公がヒロインたちの秘密を知ってしまう恋愛アドベンチャーゲーム。 |
| 9月28日  | Quartett! 〜THE STAGE OF LOVE〜                                                                                       | プリンセスソフト                       | PCゲームの移植版。 |
| 9月28日  | 九龍妖魔學園紀 再装填 (re:charge)                                                                                     | アトラス                               | 『九龍妖魔學園紀』の完全版 |
| 9月28日  | ゴーストリコン アドバンスウォーファイター                                                                             | ユービーアイソフト                     | ゴーストリコンシリーズのうち、PlayuStation2用ソフトとしては第4弾となる。 |
| 9月28日  | 女子高生 GAME'S-HIGH!!                                                                                                | アイディアファクトリー                 | 漫画及びテレビアニメ『女子高生 GIRL'S-HIGH』のゲーム化。 |
| 9月28日  | 三國志11 | コーエー                               | 同名PCゲームの移植版。 |
| 9月28日  | 世界ノ全テ 〜two of us〜                                                                                              | イエティ                               | PCゲームの移植版 |
| 9月28日  | セガエイジス2500 Vol.28 テトリスコレクション                                                                          | セガ                                   | アーケードゲーム『テトリス』ほか6本を収録。 |
| 9月28日  | .hack//G.U. Vol.2 君想フ声                                                                                            | バンダイナムコゲームス                 | 『.hack//G.U. Vol.2 再誕』の続編。 |
| 9月28日  | 風雨来記 | フォグ                                 | 北海道旅行を題材とした恋愛アドベンチャーゲーム。 |
| 9月28日  | フル スペクトラム ウォリアー2 テンハンマーズ                                                                          | セガ                                   | 『フル スペクトラム ウォリアー』の続編。 |
| 9月28日  | ポップンミュージック13 カーニバル                                                                                     | コナミ                                 | 同名アーケードゲームの移植版。 |
| 10月5日  | ドラゴンボールZ Sparking! NEO                                                                                         | バンダイナムコゲームス                 | 『ドラゴンボールZ Sparking!』の続編。 |
| 10月6日  | アイス・エイジ2 | ヴィヴェンディ・ユニバーサルゲームズ   | 同名アニメ映画のゲーム化。 |
| 10月12日 | SIMPLE2000シリーズ Vol.109 THE タクシー2 〜運転手はやっぱり君だ!〜                                                    | ディースリー・パブリッシャー           | 『THE タクシー 〜運転手は君だ〜』の続編。 |
| 10月12   | SIMPLE2000シリーズ Vol.110 THE 逃亡プリズナー                                                                         | ディースリー・パブリッシャー           | 冤罪の証明を題材としたステルスアクションゲーム。 |
| 10月12日 | DRIVER PARALLEL LINES                                                                                                 | AQインタラクティブ                     | ドライバーシリーズの1作品で、AQインタラクティブが設立した過激な表現に重きを置いたレーベル「エクストリームライン」の第1弾に当たる。                                                                                  |
| 10月12日 | ネバーランド研究史 | アイデアファクトリー                   | アイデアファクトリーのPlayStation用ソフト5作品を収録。 |
| 10月12日 | BLEACH 〜ブレイド・バトラーズ〜                                                                                       | ソニー・コンピュータエンタテインメント | テレビアニメ『BLEACH』を題材とした対戦型格闘ゲーム。 |
| 10月19日 | Gift -Prism- | ブロッコリー                           | PCゲーム『Gift 〜ギフト〜』の移植版。 |
| 10月19日 | キャプテン翼 | バンダイナムコゲームス                 | 同名テレビアニメのゲーム化。 |
| 10月19日 | 速読マスター | マグノリア                             | 速読をできるようにするためのソフト。 |
| 10月19日 | 炎の宅配便 | サクセス                               | 漫画家の島本和彦がシナリオ監修とキャラクターデザインを務めたアクションゲーム。 |
| 10月26日 | うたわれるもの〜散りゆく者への子守唄                                                                                  | アクアプラス                           | PCゲームの移植版。 |
| 10月26日 | コロボットアドベンチャー                                                                                              | テクモ                                 | PlayStation Portable用ソフト『KARAKURI』のリメイク。 |
| 10月26日 | CRフィーバーパワフルZERO 必勝パチンコ★パチスロ攻略シリーズ Vol.7                                                      | ディースリー・パブリッシャー           | |
| 10月26日 | ジョジョの奇妙な冒険 ファントムブラッド                                                                               | バンダイナムコゲームス                 | 漫画『ジョジョの奇妙な冒険』の第1部をゲーム化した作品であり、原作者荒木飛呂彦の執筆25周年記念プロジェクトの一環でもある。                                                                                           |
| 10月26日 | 新世紀GPXサイバーフォーミュラ Road To The INFINITY3                                                                   | サンライズインタラクティブ             | テレビアニメ『新世紀GPXサイバーフォーミュラ』のゲーム化 |
| 10月26日 | SIMPLE 2000 シリーズ Vol.111 THE いただきライダー お前のバイクは俺のモノ/Jacked                                       | ディースリー・パブリッシャー           | |
| 10月26日 | パチパラ13 〜スーパー海とパチプロ風雲録〜                                                                             | アイレムソフトウェアエンジニアリング   | パチンコ機『スーパー海物語』のシミュレーターであると同時に、ゲームモード「パチプロ風雲録」を収録 |
| 10月26日 | プリンセス・プリンセス 姫たちのアブナい放課後                                                                         | マーベラスインタラクティブ             | 漫画『プリンセス・プリンセス』のゲーム化であり、キャストはアニメ版に準拠している。 |
| 10月26日 | マーメイドプリズム | ディースリー・パブリッシャー           | |
| 10月26日 | 水の旋律2 〜緋の記憶〜                                                                                                | KID                                    | 『水の旋律』の続編。 |
| 10月26日 | Yo-Jin-Bo〜運命のフロイデ〜                                                                                           | ツーファイブ                           | PCゲームの移植版。 |
| 11月2日  | ギャロップレーサー インブリード                                                                                       | テクモ                                 | 『ギャロップレーサー』シリーズ10周年記念作品であり、競走馬及びレースのデータを2006年のものに更新したうえで『ギャロップレーサー ラッキー7』と『ギャロップレーサー8 ライヴホースレーシング』を収録。                  |
| 11月2日  | スロッターUPコア9 ジャグ極めたり! ファイナルジャグラー                                                                | ドラス                                 | パチスロ機『ファイナルジャグラー』のシミュレーター。 |
| 11月2日  | レゴ スター・ウォーズII THE ORIGINAL TRILOGY                                                                          | エレクトロニック・アーツ               | エピソードIVからVIのストーリーをベースとしている。 |
| 11月9日  | I"s Pure | タカラトミー                           | 同名OVAのゲーム化。 |
| 11月9日  | AREA-51 | サクセス                               | 同名PCゲームの移植版 |
| 11月9日  | SIMPLE 2000 シリーズ Ultimate Vol.33 うるるんクエスト 恋遊記                                                          | ディースリー・パブリッシャー           | 『うるるんクエスト 恋遊記』の廉価版。 |
| 11月9日  | SIMPLE2000シリーズ Ultimate Vol.34 魁!!男塾                                                                           | ディースリー・パブリッシャー           | 漫画『魁!!男塾』のゲーム化作品で、キャストはテレビアニメ版に準拠。 |
| 11月9日  | 舞-乙HiME 乙女舞闘史!!                                                                                                | サンライズインタラクティブ             | テレビアニメ『舞-乙HiME』のゲーム化 |
| 11月16日 | 3D麻雀+雀牌取り | マグノリア                             | |
| 11月16日 | 戦国無双2 Empires | コーエー                               | 『戦国無双2』をベースに、『真・三國無双』シリーズにおける「Empires」の要素を組み込んだ作品。 最初は2006年9月に発売予定だったが、10月5日に変更された。                                                               |
| 11月16日 | NARUTO -ナルト- 木の葉スピリッツ                                                                                      | バンダイナムコゲームス                 | 漫画『NARUTO-ナルト-』のゲーム化。 |
| 11月16日 | ネギま!? 3時間目 恋と魔法と世界樹伝説!                                                                                | コナミデジタルエンタテインメント       | ドラマCDを同梱した演劇版と、主題歌CDを同梱したライブ版の2種類があり、それぞれ値段が異なる。 |
| 11月22日 | NBA Live 07 | エレクトロニック・アーツ               | |
| 11月22日 | GuitarFreaksV2 & DrumManiaV2                                                                                          | コナミデジタルエンタテインメント       | 『GuitarFreaks & DrumMania』シリーズ第2弾。 |
| 11月22日 | K-1 WORLD GP 2006 | ディースリー・パブリッシャー           | 総合格闘技「K-1」を題材としたゲーム。 |
| 11月22日 | Jリーグウイニングイレブン10 +欧州リーグ'06-'07                                                                        | コナミデジタルエンタテインメント       | |
| 11月22日 | 転生學園月光録 | アスミック・エースエンタテインメント   | 『転生學園幻蒼録』の続編 |
| 11月22日 | ホワイトブレス 〜絆〜                                                                                                 | KID                                    | PCゲームの移植版。 |
| 11月24日 | 仔羊捕獲ケーカク! | アイディアファクトリー                 | 同名漫画のゲーム化作品で、アイデアファクトリーによるボーイズラブゲーム専門ブランド「IF Bメイト★」の第1弾でもある。                                                                                                  |
| 11月30日 | 仮面ライダーカブト | バンダイナムコゲームス                 | 同名特撮番組のゲーム化。 |
| 11月30日 | サモンナイト4 | バンプレスト                           | |
| 11月30日 | CR松浦亜弥 必勝パチンコ★パチスロ攻略シリーズ Vol.8                                                                    | ディースリー・パブリッシャー           | パチンコ機『CR松浦亜弥』のシミュレーター。 |
| 11月30日 | 実戦パチンコ必勝法! CR サラリーマン金太郎                                                                             | セガ                                   | パチンコ機『CR サラリーマン金太郎』のシミュレーター。 |
| 11月30日 | テイルズ オブ デスティニー                                                                                            | バンダイナムコゲームス                 | 同名PlayStation用ソフトのリメイクであり、テイルズ オブシリーズ初のリメイクでもある。 |
| 11月30日 | パチスロ完全攻略 スロ原人 鬼浜爆走愚連隊 激闘編                                                                       | サクセス                               | パチスロ機『スロ原人』および『鬼浜爆走愚連隊 激闘編』のシミュレーター。 |
| 11月30日 | 保健室へようこそ | プリンセスソフト                       | PCゲームの移植版。 |
| 11月30日 | REC ☆ドキドキ声優パラダイス☆                                                                                          | アイディアファクトリー                 | 漫画『REC』のゲーム化。 |
| 11月30日 | デジモンセイバーズ アナザーミッション                                                                                 | バンダイナムコゲームス                 | テレビアニメ『デジモンセイバーズ』のゲーム化 |
| 12月7日  | 機動戦士ガンダムSEED DESTINY 連合vs.Z.A.F.T. II PLUS                                                                  | バンダイナムコゲームス                 | 『機動戦士ガンダムSEED 連合vs.Z.A.F.T.』の続編 |
| 12月7日  | 太鼓の達人 ドカッ!と大盛り七代目                                                                                      | バンダイナムコゲームス                 | 専用コントローラ・タタコン同梱版あり。 |
| 12月7日  | トゥームレイダー：レジェンド                                                                                          | スパイク                               | |
| 12月7日  | マッデンNFL 07 | エレクトロニック・アーツ               | |
| 12月7日  | 桃太郎電鉄16 北海道大移動の巻!                                                                                        | ハドソン                               | |
| 12月7日  | 夜明け前より瑠璃色な 〜Brighter than dawning blue〜                                                                   | ARIA                                   | オーガストによる成人向けPCゲーム『夜明け前より瑠璃色な』の移植版。 オーガストの家庭用ゲーム機向けブランドであるARIAの第1弾作品でもある。                                                                            |
| 12月7日  | 龍が如く2 | セガ                                   | 『龍が如く』の続編。 |
| 12月13日 | 信長の野望Online 破天の章                                                                                             | コーエー                               | MMORPG『信長の野望Online』の拡張パック |
| 12月14日 | 実況パワフルプロ野球13 決定版                                                                                         | コナミデジタルエンタテインメント       | 『実況パワフルプロ野球13』のデータを2006年ペナント終了時に更新した作品。 |
| 12月14日 | 大戦略VII エクシード                                                                                                  | システムソフト・アルファ               | Xbox用ソフト『大戦略VII DX』に独自要素を付与した作品。 |
| 12月14日 | TOCA RACE DRIVER2 ULTIMATE RACING SIMULATOR                                                                           | インターチャネル・ホロン               | イギリスのコードマスターズから発売された作品の日本語版で、コードマスターズとインターチャネル・ホロンの業務提携第1弾。 当初は8月24日発売予定だった。                                                                 |
| 12月14日 | beatmaniaIIDX12 HAPPY SKY ☆                                                                                           | コナミデジタルエンタテインメント       | 同名アーケードゲームの移植版。 |
| 12月14日 | ワイルドアームズ ザ フィフスヴァンガード                                                                              | ソニー・コンピュータエンタテインメント | 「ワイルドアームズ」10周年記念作品。 |
| 12月14日 | 最強 東大将棋6 | 毎日コミュニケーションズ               | 第13回世界コンピュータ将棋選手権で優勝した思考ルーチンを搭載。 |
| 12月21日 | SNKスロットパニック 球児                                                                                              | SNKプレイモア                          | パチスロ機『球児』のシミュレーター |
| 12月21日 | シークレット オブ エヴァンゲリオン                                                                                    | サイバーフロント                       | テレビアニメ『新世紀エヴァンゲリオン』のうち、テレビシリーズ第17 - 24話、1998年に公開された劇場版をもとにした作品。                                                                                                 |
| 12月21日 | すくぅ〜る・らぶっ! 恋と希望のメトロノーム                                                                            | アーベル                               | PCゲーム『すくぅ～る・らぶっ! ～そよ風のハーモニー～』の移植版。 |
| 12月21日 | 聖剣伝説4 | スクウェア・エニックス                 | 聖剣伝説シリーズナンバリング作品第4弾であり、初めて3DCGを導入した作品 |
| 12月21日 | テニスの王子様 ドキドキサバイバル 山麓のMystic                                                                        | コナミデジタルエンタテインメント       | 『テニスの王子様 ドキドキサバイバル 海辺のシークレット』との連携機能あり。 |
| 12月21日 | ニード・フォー・スピード カーボン                                                                                     | エレクトロニック・アーツ               | 『ニード・フォー・スピード モスト・ウォンテッド』の続編。 |
| 12月28日 | SIMPLE 2000 シリーズ Vol.112 THE逃走ハイウェイ2 ROAD WARRIOR 2050                                                     | ディースリー・パブリッシャー           | 『SIMPLE2000シリーズ Vol.68 THE 逃走ハイウェイ』の続編。 |
| 12月28日 | ひめひび -Princess Days-                                                                                              | TAKUYO                                 | 男子校へ編入した少女を描いた恋愛アドベンチャーゲーム。 |
| 12月28日 | Formula One 2006 | ソニー・コンピュータエンタテインメント | FOM公認作品で、2006年の開幕データが収録されている。 |
| 12月28日 | 夢見師 | プリンセスソフト                       | 恋愛アドベンチャーゲーム。 |